# Banco Mare Nostrum
Pour les articles homonymes, voir BMN.
Banco Mare Nostrum (BMN) est une banque créée  en 2010 via un système institutionnel de protection qui regroupe les caisses d'épargnes : Caja Granada, Caixa Penedès, Sa Nostra et Caja Murcia. Banco Mare Nostrum est surtout présent en Andalousie, en Murcie, aux îles Baléares et en Catalogne.

## Histoire
En novembre 2012, Banco Mare Nostrum a vendu ses activités en Catalogne et en Aragon, comprenant 461 agences, à Banc Sabadell Peu après, le 12 décembre, le fonds de restructuration des banques espagnoles nationalise BMN, en prenant 65 % de son capital, le reste restant aux caisses d'épargnes initiales.
En juin 2017, l'État espagnol annonce la fusion de Bankia avec Banco Mare Nostrum, alors que l'État espagnol est actionnaire majoritaire avec respectivement une participation de 66 % et 65 % dans ces deux entités. Cette fusion permettra notamment à Bankia d'étendre sa présence en Andalousie et dans les îles Baléares pour l'équivalent en action de 825 millions d'euros,.